# Joseph Francisco
Joseph Salvadore Francisco (* 26. März 1955 in New Orleans) ist ein US-amerikanischer Chemiker (atmosphärische Chemie, molekulare Spektroskopie, Photodissoziation, chemische Kinetik, Computer- und Quantenchemie).
Francisco wuchs in Beaumont (Texas) auf und studierte an der University of Texas at Austin mit dem Bachelor-Abschluss 1977 und wurde 1983 am Massachusetts Institute of Technology (MIT) in Physikalischer Chemie promoviert. Als Post-Doktorand war er bis 1985 an der Universität Cambridge und 1985/86 Provost Fellow am MIT. 1986 wurde er Assistant Professor und später Associate Professor an der Wayne State University und 1995 Professor an der Purdue University (zuletzt als William E. Moore Distinguished Professor und von 1990 bis 1995 Dreyfus Teacher Scholar). Danach war er bis 2018 Elmer H. and Ruby M.Cordes Professor an der University of Nebraska in Lincoln und war danach President's Distinguished Professor of Earth and Environmental Science und Professor für Chemie an der University of Pennsylvania.
Francisco war Gastprofessor an der Universität Bologna (Institute for Advanced Studies), der Universität Paris-Ost, der Universität Uppsala und der National Taipei University of Technology. 1993/94 war er Gastwissenschaftler am Jet Propulsion Laboratory.
Er ist für verschiedene Beiträge zur Chemie der Atmosphäre bekannt und interessiert sich für transiente Moleküle in der Gasphase, auf Aerosolen und in Schichten aus Eis und quasiflüssigem Zustand. Insbesondere entdeckte er mit Marsha Lester und Edmund J. Kahn ein Molekül (OH-HONO2), dass wesentlich am Abbau von Luftschadstoffen beteiligt ist, insbesondere Salpetersäure durch deren Oxidation und dadurch Reduzierung von saurem Regen.  Das Molekül wurde schon rund 40 Jahre zuvor vorhergesagt. Es hat zwei Wasserstoffbindungen ähnlich wie im Wassermolekül und bildet eine hexagonale Ringstruktur über Wasserstoffbrückenbindung. Im Gegensatz zum Normalfall reagiert es stärker bei niedrigeren Temperaturen und die Reaktionsrate ist vom Atmosphärendruck abhängig.
2009 bis 2010 war er Präsident der American Chemical Society. Er war Präsident der National Organization for the Professional Advancement of Black Chemists and Chemical Engineers und erhielt 1995 deren Percy L. Julian Award.
1998 erhielt er einen Presidential Young Investigator Award der National Science Foundation. Francisco war Guggenheim Fellow (1993) und Sloan Research Fellow (1990 bis 1992) und erhielt 2001 einen Humboldt-Forschungspreis. 2007 erhielt er den McCoy Award, den höchsten Forschungspreis der Purdue University.  Er ist Fellow der American Physical Society (1998), der American Chemical Society, der American Association for the Advancement of Science, der American Academy of Arts and Sciences (2010) und ist Mitglied der National Academy of Sciences (2013) und der American Philosophical Society (2021). 2010 wurde er Ehrendoktor der Tuskegee University. 2022 erhielt er die Willard Gibbs Medal und den Centenary Prize der Royal Society of Chemistry für Pionierarbeiten in der Anwendung der Computerchemie auf Fragen der atmosphärischen Chemie. Er ist seit 2021 Mitglied der Leopoldina. Für 2025 wurde Francisco der Linus Pauling Award zugesprochen.